# (322756) 2001 CK32
(322756) 2001 CK32 est un astéroïde Aton. Il a été découvert le 13 février 2001 grâce au projet LINEAR.

## Caractéristiques orbitales
Cet astéroïde a son orbite qui l'amène à proximité de la planète Mercure. C'est donc un astéroïde herméocroiseur. Son orbite est surveillée car sous l'influence des planètes du système solaire, celle-ci peut être modifiée pour qu'il s'approche suffisamment de la Terre et fasse partie de la liste des objets potentiellement dangereux. Pour l'instant, il ne s'approchera pas à moins de 0,2 UA de la Terre d'ici 160 ans.
Sa distance minimale d'intersection de l'orbite terrestre est de 0,076792 ua soit 11 500 000 km.